# ژان جورجسکو
ژان جورجسکو (رومانیایی: Jean Georgescu؛ ‏ ۱۲ فوریهٔ ۱۹۰۴ – ۸ آوریل ۱۹۹۴) بازیگر، کارگردان فیلم و فیلم‌نامه‌نویس اهل رومانی بود.

## گزیده فیلم‌شناسی
از فیلم‌هایی که وی در آن‌ها نقش داشته‌است، می‌توان به پنداره‌ها ۱۹۰۰ اشاره نمود.